# Lispenhausen
Lispenhausen ist nach der Kernstadt der nach Einwohnerzahl größte Stadtteil von Rotenburg an der Fulda im osthessischen Landkreis Hersfeld-Rotenburg.

## Geographische Lage
Der Ort liegt 50 km südlich von Kassel im Landkreis Hersfeld-Rotenburg, zwischen Rotenburg und Bebra, an der Bundesstraße 83 in einer Entfernung von etwa 2,5 Kilometern zur Kernstadt. Durch Lispenhausen fließt der Haselbach, der am südwestlichen Ortsrand in die Fulda mündet.

## Geschichte

### Ortsgeschichte
Die älteste bekannte schriftliche Erwähnung von Lispenhausen erfolgte unter dem Namen Liutgiseshusun als Lehen der Abtei Hersfeld in der Zeit 775–786. Im Jahr 1502 wurde der Ort als zugehörig zum Obergericht des Amts Rotenburg erwähnt.
Hessische Gebietsreform (1970–1977)
Zum 1. August 1972 wurde die bis dahin selbständige Gemeinde Lispenhausen im Zuge der Gebietsreform in Hessen kraft Landesgesetz in die Stadt Rotenburg an der Fulda eingegliedert. Für Lispenhausen, wie für die übrigen Stadtteile von Rotenburg an der Fulda, wurde ein Ortsbezirk eingerichtet.

### Verwaltungsgeschichte im Überblick
Die folgende Liste zeigt die Staaten und Verwaltungseinheiten, denen Lispenhausen angehört(e):
- vor 1567: Heiliges Römisches Reich, Landgrafschaft Hessen, Amt Rotenburg
- ab 1567: Heiliges Römisches Reich, Landgrafschaft Hessen-Kassel, Amt Rotenburg
- ab 1806: Landgrafschaft Hessen-Kassel, Amt Rotenburg
  - 1627–1834: Landgrafschaft Hessen-Rotenburg (sogenannte Rotenburger Quart), teilsouveränes Fürstentum unter reichsrechtlicher Oberhoheit der Landgrafschaft Hessen-Kassel bzw. des Kurfürstentums Hessen
- ab 1806: Landgrafschaft Hessen-Kassel, Rotenburger Quart, Amt Rotenburg
- 1807–1813: Königreich Westphalen, Departement der Werra, Distrikt Hersfeld, Kanton Bebra
- ab 1815: Kurfürstentum Hessen, Amt Rotenburg[7]
- ab 1821/22: Kurfürstentum Hessen, Provinz Niederhessen, Kreis Rotenburg[8][Anm. 2]
- ab 1848: Kurfürstentum Hessen, Bezirk Hersfeld
- ab 1851: Kurfürstentum Hessen, Provinz Niederhessen, Kreis Rotenburg
- ab 1867: Königreich Preußen, Provinz Hessen-Nassau, Regierungsbezirk Kassel, Kreis Rotenburg
- ab 1871: Deutsches Reich, Königreich Preußen, Provinz Hessen-Nassau, Regierungsbezirk Kassel, Kreis Rotenburg
- ab 1918: Deutsches Reich, Freistaat Preußen, Provinz Hessen-Nassau, Regierungsbezirk Kassel, Kreis Rotenburg
- ab 1944: Deutsches Reich, Freistaat Preußen, Provinz Kurhessen, Landkreis Rotenburg
- ab 1945: Deutsches Reich, Amerikanische Besatzungszone, Groß-Hessen, Regierungsbezirk Kassel, Landkreis Rotenburg
- ab 1946: Deutsches Reich, Amerikanische Besatzungszone, Hessen, Regierungsbezirk Kassel, Landkreis Rotenburg
- ab 1949: Bundesrepublik Deutschland, Hessen, Regierungsbezirk Kassel, Landkreis Rotenburg
- ab 1972: Bundesrepublik Deutschland, Hessen, Regierungsbezirk Kassel, Landkreis Hersfeld-Rotenburg, Stadt Rotenburg an der Fulda

### Bevölkerung
Einwohnerentwicklung
| Lispenhausen: Einwohnerzahlen von 1834 bis 2011 | Lispenhausen: Einwohnerzahlen von 1834 bis 2011 | Lispenhausen: Einwohnerzahlen von 1834 bis 2011 | Lispenhausen: Einwohnerzahlen von 1834 bis 2011 | Lispenhausen: Einwohnerzahlen von 1834 bis 2011 |
| --- | ----------------------------------------------- | ----------------------------------------------- | ----------------------------------------------- | ----------------------------------------------- |
| Jahr |                                                 |                                                 |                                                 | Einwohner                                       |
| 1834 | 1834                                            |                                                 | 616                                             | 616                                             |
| 1840 | 1840                                            |                                                 | 658                                             | 658                                             |
| 1846 | 1846                                            |                                                 | 670                                             | 670                                             |
| 1852 | 1852                                            |                                                 | 673                                             | 673                                             |
| 1858 | 1858                                            |                                                 | 566                                             | 566                                             |
| 1864 | 1864                                            |                                                 | 617                                             | 617                                             |
| 1871 | 1871                                            |                                                 | 606                                             | 606                                             |
| 1875 | 1875                                            |                                                 | 601                                             | 601                                             |
| 1885 | 1885                                            |                                                 | 579                                             | 579                                             |
| 1895 | 1895                                            |                                                 | 637                                             | 637                                             |
| 1905 | 1905                                            |                                                 | 738                                             | 738                                             |
| 1910 | 1910                                            |                                                 | 856                                             | 856                                             |
| 1925 | 1925                                            |                                                 | 1.247                                           | 1.247                                           |
| 1939 | 1939                                            |                                                 | 1.302                                           | 1.302                                           |
| 1946 | 1946                                            |                                                 | 1.947                                           | 1.947                                           |
| 1950 | 1950                                            |                                                 | 1.998                                           | 1.998                                           |
| 1956 | 1956                                            |                                                 | 2.004                                           | 2.004                                           |
| 1961 | 1961                                            |                                                 | 2.140                                           | 2.140                                           |
| 1967 | 1967                                            |                                                 | 2.245                                           | 2.245                                           |
| 1970 | 1970                                            |                                                 | 2.232                                           | 2.232                                           |
| 1980 | 1980                                            |                                                 | ?                                               | ?                                               |
| 1990 | 1990                                            |                                                 | ?                                               | ?                                               |
| 2001 | 2001                                            |                                                 | 2.509                                           | 2.509                                           |
| 2011 | 2011                                            |                                                 | 2.334                                           | 2.334                                           |
| Datenquelle: Historisches Gemeindeverzeichnis für Hessen: Die Bevölkerung der Gemeinden 1834 bis 1967. Wiesbaden: Hessisches Statistisches Landesamt, 1968. Weitere Quellen: LAGIS; Zensus 2011 |                                                 |                                                 |                                                 |                                                 |

Einwohnerstruktur 2011
Nach den Erhebungen des Zensus 2011 lebten am Stichtag, dem 9. Mai 2011, in Lispenhausen 2334 Einwohner. Darunter waren 63 (= 2,7 %) Ausländer. Nach dem Lebensalter waren 417 Einwohner unter 18 Jahren, 942 zwischen 18 und 49, 489 zwischen 50 und 64 und 483 Einwohner waren älter. Die Einwohner lebten in 945 Haushalten. Davon waren 225 Singlehaushalte, 324 Paare ohne Kinder und 324 Paare mit Kindern, sowie 60 Alleinerziehende und 18 Wohngemeinschaften. In 213 Haushalten lebten ausschließlich Senioren und in 615 Haushaltungen leben keine Senioren.

## Religion
Historische Religionszugehörigkeit
| • 1885: | 573 evangelische (= 98,69 %), 6 katholische (= 1,04 %) Einwohner    |
| • 1961: | 1926 evangelische (= 90,00 %), 196 katholische (= 9,61 %) Einwohner |

Evangelisch

Kirche in Lispenhausen

In Lispenhausen gibt es eine Evangelische Kirche.
Katholisch
Kloster Lispenhausen
In Lispenhausen gibt es ein Kloster der Schwestern der hl. Maria Magdalena Postel. Das Kloster steht unter dem Patrozinium
„Zur Schmerzhaften Mutter Gottes“. Dem Kloster ist ein Gästehaus angeschlossen. Die Klosterkirche ist eine Filialkirche der Katholischen Pfarrgemeinde St. Franziskus Bebra-Rotenburg.

## Politik
Ortsbeirat
Für den Stadtteil Lispenhausen besteht ein Ortsbezirk mit Ortsbeirat und Ortsvorsteher nach der Hessischen Gemeindeordnung. Er umfasst das Gebiet der ehemaligen Gemeinde Lispenhausen.
Der Ortsbeirat besteht aus sieben Mitgliedern. Bei den Kommunalwahlen in Hessen 2021 betrug die Wahlbeteiligung zum Ortsbeirat 55,19 %. Dabei wurden gewählt: fünf Mitglieder der SPD und zwei Mitglieder der CDU. Der Ortsbeirat wählte Peter Müller zum Ortsvorsteher.
Wappen
Das Wappen wurde am 25. Oktober 1955 durch das Hessische Innenministerium genehmigt.
| Wappen von Lispenhausen | Blasonierung: „In Rot drei silberne Balken, belegt mit einem springenden silbernen Hirsch.“ |
| Wappen von Lispenhausen |                                                                                             |

## Bauwerke
Für die unter Denkmalschutz stehenden Kulturdenkmale des Ortes siehe die Liste der Kulturdenkmäler in Lispenhausen.
Eindrucksvollstes Gebäude im Ort ist die ehemalige Wasserburg Lispenhausen.

## Regelmäßige Veranstaltungen
- Jedes Jahr am zweiten Oktoberwochenende findet die Kirmes statt. Den Abschluss dieses Volksfestes bildet der sogenannte „Dappchenball“.
- Jährlich findet am ersten Juniwochenende ein Frühjahrsmarkt in Lispenhausen statt.

## Verkehr
Der Haltepunkt Lispenhausen liegt an der Bahnstrecke Bebra–Baunatal-Guntershausen. Dieser wird von der NVV-Linie RB5 bedient.
| Linie | Verlauf | Takt   |
| ----- | --- | ------ |
| RB5   | Kassel Hbf – Kassel-Wilhelmshöhe – Guxhagen – Melsungen – Malsfeld – Malsfeld-Beiseförth – Altmorschen – Heinebach – Rotenburg an der Fulda – Lispenhausen – Bebra – Ludwigsau-Friedlos – Bad Hersfeld – Haunetal-Neukirchen – Burghaun – Hünfeld – Fulda Stand: Fahrplanwechsel Dezember 2021 | 60 min |